# Legge di Osthoff
La legge di Osthoff (dal nome di Hermann Osthoff, linguista e filologo tedesco) è un fenomeno fonetico che si verifica nella lingua greca antica e nella lingua latina. Essa asserisce che una vocale lunga (η oppure ω) si abbrevia in due particolari casi:
1. quando è seguita da liquida (λ, ρ) o nasale (μ, ν) più un'altra consonante;
es:
γνωντες > γνόντες
βηντες > βάντες
2. quando la vocale lunga brevianda è seguita da una semivocale (/u/ oppure /i/), seguite da consonante.
es:
- Ζηυς > Ζεύς

## Metatesi quantitativa nel greco antico
La metatesi è un fenomeno che riguarda l'abbreviazione dei dittonghi lunghi,  e delle vocali lunghe in particolari contesti fonetici. Secondo la legge una vocale lunga si abbrevia davanti a una liquida (λ,ρ) o nasale seguita da altra consonante (*λυθήντες > λυθέντες nell'esempio di un participio, participio aoristo passivo di λύω), nell'esempio di un sostantivo il dittongo lungo si abbrevia, quando è seguito da una consonante o da sonante: *βωυς > βοῦς - questo termine della terza declinazione in precedenza nei casi e numeri aveva quasi tutti dittonghi lunghi, successivamente abbreviati per la legge; oppure *Ζηυς > Ζεύς).
Questa legge ha portato alla scomparsa di molti dittonghi lunghi, si sono conservati solo quelli che costituiscono le desinenze della flessione nominale. La legge di Osthoff, come detto, risponde al fenomeno della metatesi quantitativa tipica del dialetto ionico-attico, nel processo di rimodellamento dei termini e dell'alfabeto greco, per adattare a miglior suono le parole, nel trattare specifici incontri vocalici, per lo più i dittonghi lunghi, detti anche "impropri" in quanto esistono già vocali lunghe, nonché i dittonghi stessi dal valore chiuso, come -οι o -ει esistevano, già di per sé necessari al livello prosodico. Lo iato del dittongo improprio viene eliminato mediante l'inversione della quantità delle vocali contigue: la quantità lunga e il timbro aperto, dalla prima passa alla seconda vocale. L'accento rimane immutato dalla posizione originaria, ma quanto a natura può variare, da circonflesso potrebbe passare ad acuto o grave.
Nel participio aoristo III atematico di βαίνω, nell'indicativo, la legge di Osthoff si pratica a caduta avvenuta di -ντ, es: βα-ντ-ς > βᾶς per il nominativo maschile, ma per legge di Osthoff, l'α si riduce da lungo in breve, dunque > βάς.